# أوردروبغارد
أوردرُبغارد (بالدنماركية: Ordrupgaard) هو متحف فني يقع في ضاحية شارلوتنلوند (Charlottenlund)، شمال العاصمة الدنماركية كوبنهاغن. يشتهر المتحف باحتوائه على واحدة من أبرز مجموعات الفن الفرنسي الانطباعي والفن الدنماركي من العصر الذهبي في أوروبا الشمالية. تم تأسيسه كمؤسسة خاصة في أوائل القرن العشرين، وتحول لاحقًا إلى متحف عام تديره الدولة. 
في عام 2005، شهد المتحف توسعة معمارية بارزة بإضافة جناح جديد صممته المهندسة المعمارية العراقية-البريطانية زها حديد، ويُستخدم الجناح لعرض المعارض المؤقتة. يتميز بتصميمه المعماري العضوي، الذي يجمع بين الخرسانة السوداء والانسيابية المعمارية الحديثة، ويُعد من أبرز معالم العمارة المعاصرة في الدنمارك.